# Peter Weißflog

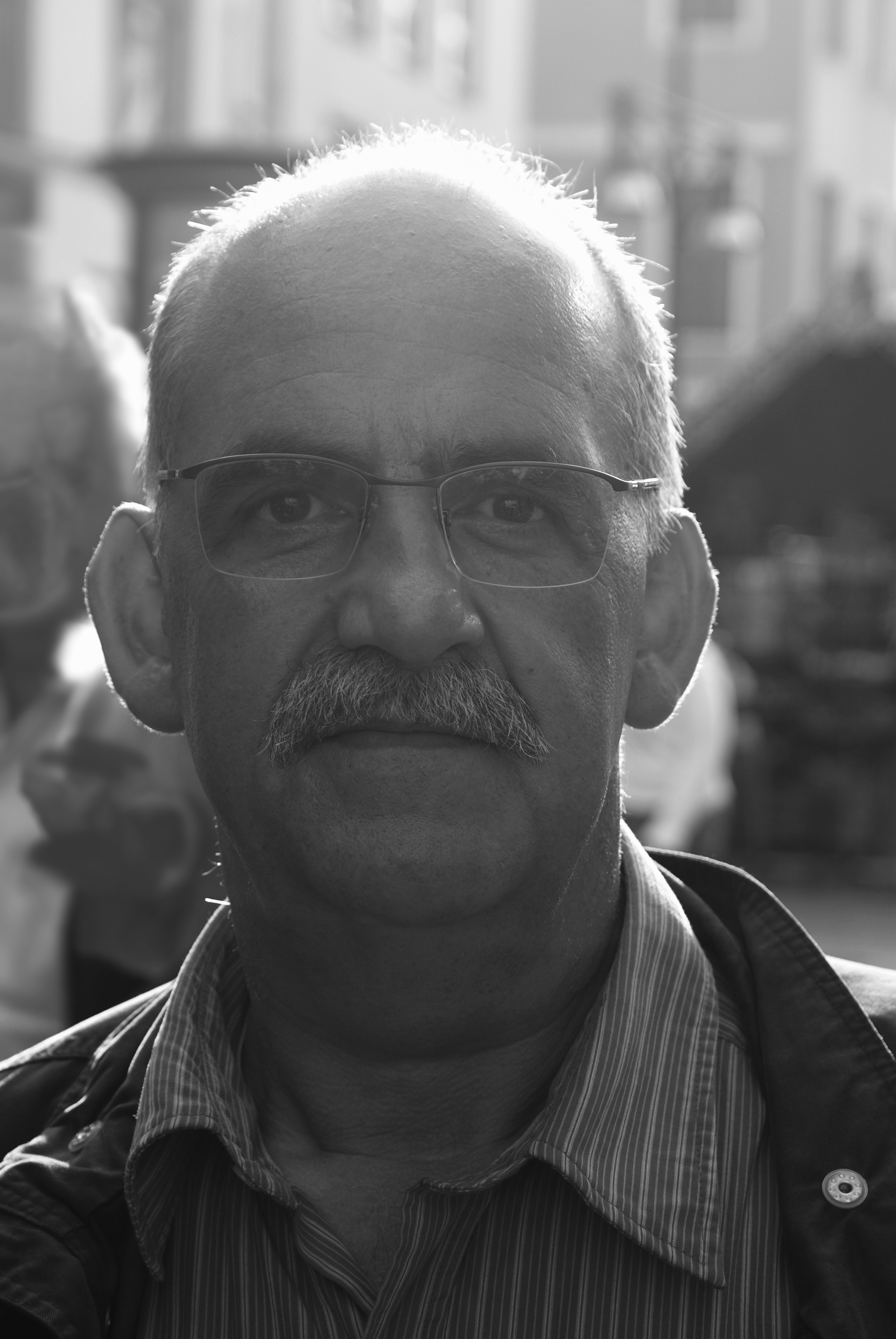
Peter Weißflog (2007)

Peter Weißflog (* 26. September 1953 in Freiberg; † 28. Februar 2011 in Rostock) war ein deutscher Journalist und freier Autor.

## Leben
Peter Weißflog war der ältere von zwei Söhnen der Eheleute Doris und Heinz Weißflog. Er schrieb seine ersten Beiträge für Zeitungen bereits als Schüler. Nach dem Studium der Journalistik in Leipzig  arbeitete er zunächst für die Betriebszeitung des VEB Fischfang Saßnitz. Später wurde er  Redakteur der Ostsee-Zeitung (OZ). In seiner Freizeit verfasste Weißflog Geschichten für Das Magazin, für den Rundfunk  und das Fernsehen. Auch begeisterte er sich für das Malen. Im Frühjahr 2011 verstarb er an den Folgen von Krebs in Rostock.

## Beruflicher Werdegang
Am 1. September 1990 wurde Peter Weißflog Leiter der OZ-Redaktion in Bergen. Vier Jahre später wurde er stellvertretender Chefredakteur. Als solcher verantwortete er die Entwicklung aller zehn Lokalausgaben in Mecklenburg-Vorpommern. 2007 übernahm Peter Weißflog die Leitung der Bad Doberaner Redaktion.

## Werke

### Bücher und Geschichten
- Insel danach, Heft 10/1985, Das Magazin
- Fischzüge, Heft 03/1986, Das Magazin
- Im Kreidekreis, Heft 07/1986, Das Magazin
- Eiszeit, Heft 07/1987, Das Magazin
- Der Rätselring von Promoisel, Heft 03/1988, Das Magazin
- Klaus, die Papp-Hanse und Meer, Heft 05/1988, Das Magazin
- Das Roß hat recht, Heft 10/1988, Das Magazin
- Im Hexenkeller, Heft 12/1989, Das Magazin
- Geschichten aus dem Rohr (Das böse Buch), 2011, BS-Verlag-Rostock, ISBN 978-3-86785-174-9

### Rundfunk
- Hörspiel Höhepunkte, 28. Februar 1980, Stimme der DDR, Regie: Ingrid Krempel[1]
- Hörspiel Sprengung 16:00 Uhr,  28. Mai 1982, Radio DDR 2, Regie: Achim Scholz[2]
- Hörspiel Das andere Ufer,  25. Juni 1982, Radio DDR 2, Regie: Achim Scholz[3]

### Fernsehen
- Co-Autor und Berater von Hans-Jürgen Lehmann, DDR-Fernsehserie Zahn um Zahn, 1. Staffel; 6. und 7. Folge